# Caitlin Moran
Caitlin Moran (Brighton, 5 aprile 1975) è una scrittrice e giornalista inglese, del Times, dove scrive sei colonne alla settimana.

## Biografia
Nata a Brighton il 5 aprile del 1975, ma cresciuta a Wolverhampton, è la maggiore di otto fratelli, quattro sorelle e tre fratelli. Ha frequentato Springdale Junior School e poi dall'età di 11 anni fu educata a casa dopo aver frequentato per due settimane la scuola secondaria. Nel dicembre 1999 ha sposato il critico del Times Peter Paphides a Coventry e la coppia ha due figlie, nate rispettivamente nel 2001 e nel 2003.

## Premi e riconoscimenti
- 2011 - Galaxy National Book Awards, libro dell'anno per Ci vogliono le palle per essere donna (How to Be A Woman);
- 2011 - Galaxy National Book Awards, libro più venduto dell'anno per Ci vogliono le palle per essere donna (How to Be A Woman);
- 2011 - British Press Awards, intervistattrice dell'anno;
- 2011 - British Press Awards, critico dell'anno;
- 2011 - Irish Book Awards, categoria scelta degli ascoltatori per il libro Ci vogliono le palle per essere donna (How to Be A Woman);
- 2010 - British Press Awards, rubricista dell'anno.